# Міністерство безпеки Російської Федерації
Міністерство безпеки Російської Федерації (рос. Министерство безопасности Российской Федерации) — колишній центральний орган виконавчої влади Росії, у віданні якого в період з січня 1992 по грудень 1993 перебували питання забезпечення державної безпеки.
Засновано МБР було шляхом поділення Міністерства безпеки і внутрішніх справ Російської Федерації (МБВД РФ) на окремі міністерства внутрішніх справ та безпеки. Міністерство безпеки засновано наказом № 42 від 24 січня 1992 року про заснування МБ РФ.
Спочатку до складу МБР входили контррозвідувальні, оперативні, технічні та аналітичні підрозділи колишнього Комітету державної безпеки СРСР.
21 грудня 1993 Міністерство безпеки РФ було ліквідоване указом Президента РФ № 2233, замість нього створена Федеральна служба контррозвідки РФ (ФСК Росії). В. о. міністра безпеки Микола Голушко і його заступник Сергій Степашин відразу ж були призначені на аналогічні посади в новій службі, решта ж співробітники МБР зараховувалися в штати ФСК після проходження атестації. Прикордонні війська були виділені в самостійний орган виконавчої влади: 30 грудня 1993 була створена Федеральна прикордонна служба РФ - головне командування Прикордонних військ РФ (ФПС - главкомат), яку очолив А. І. Ніколаєв.

## Керівники
Міністр безпеки Російської Федерації:
- Баранников Віктор Павлович (24 січня 1992 — 27 липня 1993)
- Голушко Микола Михайлович (28 липня — 18 вересня 1993 — в. о., 18 вересня 1993 — 21 грудня 1993)